# Aleksandrs Isakovs
Aleksandrs Isakovs (Daugavpils, 16 settembre 1973) è un ex calciatore lettone, di ruolo difensore.

## Carriera

### Club
Ha cominciato la sua carriera nel BJSS Daugavpils, divenuto Auseklis nel 1993. Al fallimento del club, nel 1995 giocò per il Vilan-D, nuovo club di Daugavpils, che cambiò nome in Dinaburg dal 1996.
Dopo una parentesi nel campionato russo, tornò in patria, vincendo tre campionati e una Coppa nazionale con la maglia dello Skonto.

### Nazionale
Ha giocato 59 partite con la Lettonia. Ha debuttato l'11 luglio 1997 nella partita di Coppa del Baltico contro la Lituania, entrando ad inizio ripresa al posto di Jurijs Ševļakovs.
Ha partecipato a Campionato europeo di calcio 2004.

## Statistiche

### Cronologia presenze e reti in nazionale
| Cronologia completa delle presenze e delle reti in nazionale ― Lettonia | Cronologia completa delle presenze e delle reti in nazionale ― Lettonia | Cronologia completa delle presenze e delle reti in nazionale ― Lettonia | Cronologia completa delle presenze e delle reti in nazionale ― Lettonia | Cronologia completa delle presenze e delle reti in nazionale ― Lettonia | Cronologia completa delle presenze e delle reti in nazionale ― Lettonia | Cronologia completa delle presenze e delle reti in nazionale ― Lettonia | Cronologia completa delle presenze e delle reti in nazionale ― Lettonia |
| Data                                                                    | Città                                                                   | In casa                                                                 | Risultato                                                               | Ospiti                                                                  | Competizione                                                            | Reti                                                                    | Note                                                                    |
| ----------------------------------------------------------------------- | ----------------------------------------------------------------------- | ----------------------------------------------------------------------- | ----------------------------------------------------------------------- | ----------------------------------------------------------------------- | ----------------------------------------------------------------------- | ----------------------------------------------------------------------- | ----------------------------------------------------------------------- |
| 11-7-1997                                                               | Vilnius                                                                 | Lituania                                                                | 1 – 0                                                                   | Lettonia                                                                | Coppa del Baltico 1997                                                  | -                                                                       | 46’                                                                     |
| 6-2-1998                                                                | Ta' Qali                                                                | Georgia                                                                 | 2 – 1                                                                   | Lettonia                                                                | Amichevole                                                              | -                                                                       | 79’                                                                     |
| 10-2-1998                                                               | Ta' Qali                                                                | Albania                                                                 | 2 – 2                                                                   | Lettonia                                                                | Amichevole                                                              | -                                                                       | 69’                                                                     |
| 21-4-1998                                                               | Liepāja                                                                 | Lettonia                                                                | 1 – 2                                                                   | Lituania                                                                | Coppa del Baltico 1998                                                  | -                                                                       | 67’                                                                     |
| 17-5-1998                                                               | Riga                                                                    | Lettonia                                                                | 1 – 5                                                                   | Israele                                                                 | Amichevole                                                              | -                                                                       | 75’                                                                     |
| 6-9-1998                                                                | Oslo                                                                    | Norvegia                                                                | 1 – 3                                                                   | Lettonia                                                                | Qual. Euro 2000                                                         | -                                                                       | 81’                                                                     |
| 10-10-1998                                                              | Riga                                                                    | Lettonia                                                                | 1 – 0                                                                   | Georgia                                                                 | Qual. Euro 2000                                                         | -                                                                       | 75’                                                                     |
| 14-10-1998                                                              | Maribor                                                                 | Slovenia                                                                | 1 – 0                                                                   | Lettonia                                                                | Qual. Euro 2000                                                         | -                                                                       |                                                                         |
| 10-11-1998                                                              | Tunisi                                                                  | Tunisia                                                                 | 2 – 0                                                                   | Lettonia                                                                | Amichevole                                                              | -                                                                       |                                                                         |
| 24-2-1999                                                               | Gerusalemme                                                             | Israele                                                                 | 3 – 0                                                                   | Lettonia                                                                | Amichevole                                                              | -                                                                       | 68’                                                                     |
| 31-3-1999                                                               | Riga                                                                    | Lettonia                                                                | 0 – 0                                                                   | Grecia                                                                  | Qual. Euro 2000                                                         | -                                                                       | 27’                                                                     |
| 28-4-1999                                                               | Riga                                                                    | Lettonia                                                                | 0 – 0                                                                   | Albania                                                                 | Qual. Euro 2000                                                         | -                                                                       |                                                                         |
| 25-6-1999                                                               | Curitiba                                                                | Brasile                                                                 | 3 – 0                                                                   | Lettonia                                                                | Amichevole                                                              | -                                                                       |                                                                         |
| 8-9-1999                                                                | Tbilisi                                                                 | Georgia                                                                 | 2 – 2                                                                   | Lettonia                                                                | Qual. Euro 2000                                                         | -                                                                       | 59’                                                                     |
| 2-2-2000                                                                | Paphos                                                                  | Lettonia                                                                | 0 – 2                                                                   | Romania                                                                 | Torneo internazionale di Cipro                                          | -                                                                       |                                                                         |
| 2-6-2001                                                                | Bruxelles                                                               | Belgio                                                                  | 3 – 1                                                                   | Lettonia                                                                | Qual. Mondiali 2002                                                     | -                                                                       |                                                                         |
| 6-6-2001                                                                | Riga                                                                    | Lettonia                                                                | 0 – 1                                                                   | Croazia                                                                 | Qual. Mondiali 2002                                                     | -                                                                       | 21’                                                                     |
| 15-8-2001                                                               | Riga                                                                    | Lettonia                                                                | 0 – 1                                                                   | Ucraina                                                                 | Amichevole                                                              | -                                                                       | 81’                                                                     |
| 6-10-2001                                                               | Glasgow                                                                 | Scozia                                                                  | 2 – 1                                                                   | Lettonia                                                                | Qual. Mondiali 2002                                                     | -                                                                       |                                                                         |
| 14-11-2001                                                              | Riga                                                                    | Lettonia                                                                | 1 – 3                                                                   | Russia                                                                  | Amichevole                                                              | -                                                                       |                                                                         |
| 27-3-2002                                                               | Hesperange                                                              | Lussemburgo                                                             | 0 – 3                                                                   | Lettonia                                                                | Amichevole                                                              | -                                                                       | 82’                                                                     |
| 17-4-2002                                                               | Ventspils                                                               | Lettonia                                                                | 2 – 1                                                                   | Kazakistan                                                              | Amichevole                                                              | -                                                                       |                                                                         |
| 22-5-2002                                                               | Helsinki                                                                | Finlandia                                                               | 2 – 1                                                                   | Lettonia                                                                | Amichevole                                                              | -                                                                       | 18’                                                                     |
| 6-7-2002                                                                | Riga                                                                    | Lettonia                                                                | 2 – 0                                                                   | Azerbaigian                                                             | Amichevole                                                              | -                                                                       |                                                                         |
| 21-8-2002                                                               | Riga                                                                    | Lettonia                                                                | 2 – 4                                                                   | Bielorussia                                                             | Amichevole                                                              | -                                                                       | 79’                                                                     |
| 7-9-2002                                                                | Riga                                                                    | Lettonia                                                                | 0 – 0                                                                   | Svezia                                                                  | Qual. Euro 2004                                                         | -                                                                       |                                                                         |
| 12-10-2002                                                              | Varsavia                                                                | Polonia                                                                 | 0 – 1                                                                   | Lettonia                                                                | Qual. Euro 2004                                                         | -                                                                       |                                                                         |
| 20-11-2002                                                              | Serravalle                                                              | San Marino                                                              | 0 – 1                                                                   | Lettonia                                                                | Qual. Euro 2004                                                         | -                                                                       |                                                                         |
| 12-2-2003                                                               | Adalia                                                                  | Lettonia                                                                | 2 – 1                                                                   | Lituania                                                                | Amichevole                                                              | -                                                                       |                                                                         |
| 2-4-2003                                                                | Kiev                                                                    | Ucraina                                                                 | 1 – 0                                                                   | Lettonia                                                                | Amichevole                                                              | -                                                                       |                                                                         |
| 30-4-2003                                                               | Riga                                                                    | Lettonia                                                                | 3 – 0                                                                   | San Marino                                                              | Qual. Euro 2004                                                         | -                                                                       | 86’                                                                     |
| 7-6-2003                                                                | Budapest                                                                | Ungheria                                                                | 3 – 1                                                                   | Lettonia                                                                | Qual. Euro 2004                                                         | -                                                                       |                                                                         |
| 4-7-2003                                                                | Valga                                                                   | Lettonia                                                                | 2 – 1                                                                   | Lituania                                                                | Coppa del Baltico 2003                                                  | -                                                                       |                                                                         |
| 5-7-2003                                                                | Tallinn                                                                 | Estonia                                                                 | 0 – 0                                                                   | Lettonia                                                                | Coppa del Baltico 2003                                                  | -                                                                       | 33’                                                                     |
| 6-9-2003                                                                | Riga                                                                    | Lettonia                                                                | 0 – 2                                                                   | Polonia                                                                 | Qual. Euro 2004                                                         | -                                                                       | 42’                                                                     |
| 11-10-2003                                                              | Solna                                                                   | Svezia                                                                  | 0 – 1                                                                   | Lettonia                                                                | Qual. Euro 2004                                                         | -                                                                       | 74’                                                                     |
| 15-11-2003                                                              | Riga                                                                    | Lettonia                                                                | 1 – 0                                                                   | Turchia                                                                 | Qual. Euro 2004                                                         | -                                                                       |                                                                         |
| 19-11-2003                                                              | Istanbul                                                                | Turchia                                                                 | 2 – 2                                                                   | Lettonia                                                                | Qual. Euro 2004                                                         | -                                                                       |                                                                         |
| 18-2-2004                                                               | Larnaca                                                                 | Kazakistan                                                              | 1 – 3                                                                   | Lettonia                                                                | Torneo internazionale di Cipro                                          | -                                                                       |                                                                         |
| 19-2-2004                                                               | Limassol                                                                | Ungheria                                                                | 2 – 2                                                                   | Lettonia                                                                | Torneo internazionale di Cipro                                          | -                                                                       |                                                                         |
| 21-2-2004                                                               | Larnaca                                                                 | Lettonia                                                                | 1 – 4                                                                   | Bielorussia                                                             | Torneo internazionale di Cipro                                          | -                                                                       | 19’                                                                     |
| 31-3-2004                                                               | Celje                                                                   | Slovenia                                                                | 0 – 1                                                                   | Lettonia                                                                | Amichevole                                                              | -                                                                       |                                                                         |
| 28-4-2004                                                               | Riga                                                                    | Lettonia                                                                | 0 – 0                                                                   | Islanda                                                                 | Amichevole                                                              | -                                                                       |                                                                         |
| 15-6-2004                                                               | Aveiro                                                                  | Rep. Ceca                                                               | 2 – 1                                                                   | Lettonia                                                                | Euro 2004                                                               | -                                                                       |                                                                         |
| 19-6-2004                                                               | Porto                                                                   | Germania                                                                | 0 – 0                                                                   | Lettonia                                                                | Euro 2004                                                               | -                                                                       | 1’                                                                      |
| 23-6-2004                                                               | Braga                                                                   | Lettonia                                                                | 0 – 3                                                                   | Paesi Bassi                                                             | Euro 2004                                                               | -                                                                       |                                                                         |
| 18-8-2004                                                               | Riga                                                                    | Lettonia                                                                | 0 – 2                                                                   | Galles                                                                  | Amichevole                                                              | -                                                                       |                                                                         |
| 4-9-2004                                                                | Riga                                                                    | Lettonia                                                                | 0 – 2                                                                   | Portogallo                                                              | Qual. Mondiali 2006                                                     | -                                                                       |                                                                         |
| 8-9-2004                                                                | Lussemburgo                                                             | Lussemburgo                                                             | 3 – 4                                                                   | Lettonia                                                                | Qual. Mondiali 2006                                                     | -                                                                       | 73’                                                                     |
| 9-10-2004                                                               | Bratislava                                                              | Slovacchia                                                              | 4 – 1                                                                   | Lettonia                                                                | Qual. Mondiali 2006                                                     | -                                                                       |                                                                         |
| 13-10-2004                                                              | Riga                                                                    | Lettonia                                                                | 2 – 2                                                                   | Estonia                                                                 | Qual. Mondiali 2006                                                     | -                                                                       |                                                                         |
| 17-11-2004                                                              | Vaduz                                                                   | Liechtenstein                                                           | 1 – 3                                                                   | Lettonia                                                                | Qual. Mondiali 2006                                                     | -                                                                       |                                                                         |
| 8-2-2005                                                                | Strovolos                                                               | Finlandia                                                               | 2 – 1                                                                   | Lettonia                                                                | Torneo internazionale di Cipro                                          | -                                                                       | 75’                                                                     |
| 30-3-2005                                                               | Riga                                                                    | Lettonia                                                                | 4 – 0                                                                   | Lussemburgo                                                             | Qual. Mondiali 2006                                                     | -                                                                       |                                                                         |
| 21-5-2005                                                               | Kaunas                                                                  | Lituania                                                                | 2 – 0                                                                   | Lettonia                                                                | Coppa del Baltico 2005                                                  | -                                                                       |                                                                         |
| 4-6-2005                                                                | San Pietroburgo                                                         | Russia                                                                  | 2 – 0                                                                   | Lettonia                                                                | Qual. Mondiali 2006                                                     | -                                                                       | 39’ 85’                                                                 |
| 7-9-2005                                                                | Riga                                                                    | Lettonia                                                                | 1 – 1                                                                   | Slovacchia                                                              | Qual. Mondiali 2006                                                     | -                                                                       |                                                                         |
| 8-10-2005                                                               | Riga                                                                    | Lettonia                                                                | 2 – 2                                                                   | Giappone                                                                | Amichevole                                                              | -                                                                       |                                                                         |
| 12-10-2005                                                              | Porto                                                                   | Portogallo                                                              | 3 – 0                                                                   | Lettonia                                                                | Qual. Mondiali 2006                                                     | -                                                                       |                                                                         |
| 12-11-2005                                                              | Vicebsk                                                                 | Bielorussia                                                             | 3 – 1                                                                   | Lettonia                                                                | Amichevole                                                              | -                                                                       | 87’                                                                     |
| Totale                                                                  |                                                                         | Presenze                                                                | 59                                                                      |                                                                         | Reti                                                                    | 0                                                                       |                                                                         |

## Palmarès

### Club
- Campionati lettoni: 3

Skonto: 2002, 2003, 2004
- Coppe di Lettonia: 1

Skonto: 2002